# Jewpop
Cet article possède un paronyme, voir Jew.
Jewpop est un site internet français d'information et d'autodérision, axé sur les cultures juives,,, s'inspirant directement du site américain Heeb (en).

## Histoire
Le businessmodel du site fut réalisé par Ezraventure. En 2016, le site lance une campagne de financement participatif pour refonder l'interface. 
Le site est fondé en octobre 2011 par Alain Granat, membre du groupe David Dexter D. puis réalisateur et arrangeur des Inconnus (album Les Étonnifiants, anthologie Ze Inconnus Story), chroniqueur sur Judaïques FM, et producteur en 1995 d'un album de Dieudonné, avant que ce dernier soit l'objet de poursuites et de condamnations judiciaires pour Antisémitisme,,,. Le père de Alain Granat est rescapé du camp d’Auschwitz.
Le site semble s'arrêter en janvier 2021 mais poursuit cependant son aventure sur le Net.